# Thomas Finkenauer
Thomas Finkenauer (* 1968 in Bad Kreuznach) ist ein deutscher Jurist und Hochschullehrer an der Eberhard Karls Universität Tübingen.

## Leben
Finkenauer legte 1987 sein Abitur am Gymnasium an der Stadtmauer in Bad Kreuznach ab. Im folgenden Jahr begann er ein Studium der Rechtswissenschaften und der Geschichte an der Universität Trier, wo er 1993 auch sein Erstes Juristisches Staatsexamen ablegte. Von 1990 bis 1991 befand er sich zu einem Forschungsaufenthalt in Genf. 1995 schloss er sein Studium der Geschichte mit dem Erwerb des Titels Magister artium ab. Bereits 1994 hatte Finkenauer sein Referendariat begonnen, das er 1996 mit Zweiten Juristischen Staatsexamen abschloss. In der Folge arbeitete er als wissenschaftlicher Mitarbeiter am Lehrstuhl von Hans Josef Wieling in Trier, wo er 1999 zum Dr. jur. promoviert wurde. Danach war er als wissenschaftlicher Assistent in Trier tätig, während er an seiner Habilitation arbeitete. Diese schloss er 2005 ab und erhielt die venia legendi für die Fächer Bürgerliches Recht, Römisches Recht und Privatrechtsgeschichte der Neuzeit.
Zum Wintersemester 2005/06 trat Finkenauer seine Professur an der Universität Tübingen an, wo er seitdem den Lehrstuhl für Bürgerliches Recht, Römisches Recht und Europäisches Privatrecht innehat. 2007 lehnte er einen Ruf der Universität Göttingen ab, 2014 einen Ruf der Universität Passau.
Seit 2021 ist er Mitglied im Netzwerk Wissenschaftsfreiheit.

## Werke (Auswahl)
- Eigentum und Zeitablauf – das dominium sine re im Grundstücksrecht. Zugleich ein Beitrag zur Entstehungsgeschichte des BGB. Duncker & Humblot, Berlin 2000, ISBN 978-3-428-10138-2. (Dissertation)
- Vererblichkeit und Drittwirkungen der Stipulation im klassischen römischen Recht. Mohr Siebeck, Tübingen 2010, ISBN 978-3-16-150601-7. (Habilitationsschrift)
- Die Rechtsetzung Mark Aurels zur Sklaverei. Franz Steiner, Stuttgart 2010, ISBN 978-3-515-09677-5.
- mit Hans Josef Wieling: Fälle zum Besonderen Schuldrecht. 9. Auflage. C.H. Beck, München 2022, ISBN 978-3-406-78602-0.
- mit Hans Josef Wieling: Sachenrecht. 6. Auflage. Springer, Berlin 2020, ISBN 978-3-662-61797-7.
- mit Hans Josef Wieling: Bereicherungsrecht. 5. Auflage. Springer, Berlin 2020, ISBN 978-3-662-62019-9.
- mit Jan Thiessen: Kunstraub für den Sozialismus. Zur rechtlichen Beurteilung von Kulturgutentziehungen in SBZ und DDR. De Gruyter, Berlin 2023, ISBN 978-3-11-114495-5.